# What's Bin Did and What's Bin Hid
Albums de Donovan
Fairytale
(1965)
What's Bin Did and What's Bin Hid est le premier album studio de l'auteur-compositeur-interprète britannique Donovan. Il est sorti en mai 1965 chez Pye Records.

## Histoire
L'album est édité aux États-Unis par Hickory Records (en). Il paraît au mois de juin 1965 sous le titre Catch the Wind, d'après le premier single de Donovan, paru en mars (no 4 au Royaume-Uni, no 23 aux États-Unis).
La version de Catch the Wind présente sur l'album est différente de celle du single.

## Fiche technique

### Chansons
Toutes les chansons sont écrites et composées par Donovan Leitch, sauf mention contraire.
| 1. | Josie (en)              |                  | 3:28 |
| 2. | Catch the Wind          |                  | 3:04 |
| 3. | Remember the Alamo (en) | Jane Bowers (en) | 3:04 |
| 4. | Cuttin' Out             |                  | 2:19 |
| 5. | Car Car (en)            | Woody Guthrie    | 1:31 |
| 6. | Keep on Truckin'        | traditionnel     | 1:50 |

| 7.  | Gold Watch Blues                             | Mick Softley                       | 2:33 |
| 8.  | To Sing for You                              |                                    | 2:45 |
| 9.  | You're Gonna Need Somebody on Your Bond (en) | traditionnel                       | 4:04 |
| 10. | Tangerine Puppet                             |                                    | 1:51 |
| 11. | Donna Donna                                  | Aaron Zeitlin (en), Sholom Secunda | 2:56 |
| 12. | Ramblin' Boy                                 |                                    | 2:33 |

### Musiciens
- Donovan : chant, guitare acoustique, harmonica
- Brian Locking (en) : basse
- Skip Alan : batterie
- Gypsy Dave (en) : kazoo